# Trip the Light Fantastic
Trip the Light Fantastic – trzeci studyjny album brytyjskiej piosenkarki Sophie Ellis-Bextor, wydany w 2007 roku przez wytwórnię Fascination.

## Lista utworów
Wersja podstawowa
1. „Catch You” – 3:19
2. „Me and My Imagination” – 3:27
3. „Today the Sun’s on Us” – 4:18
4. „New York City Lights” – 3:53
5. „If I Can't Dance” – 3:27
6. „The Distance Between Us” – 4:26
7. „If You Go” – 3:27
8. „Only One” – 3:46
9. „Love Is Here” – 4:35
10. „New Flame” – 2:52
11. „China Heart” – 3:44
12. „What Have We Started?” – 4:08

Bonusy na wersji brytyjskiej
13. „Can't Have It All” – 4:08
14. „Supersonic” – 4:03

## Notowania
| Kraj                              | Najwyższa pozycja |
| --------------------------------- | ----------------- |
| Francja (SNEP)                    | 81                |
| Irlandia (IRMA)                   | 93                |
| Meksyk                            | 85                |
| Niemcy                            | 87                |
| Szwajcaria                        | 28                |
| Wielka Brytania (UK Albums Chart) | 7                 |